# Daisuke Yoneyama
Daisuke Yoneyama (米山 大輔 Yoneyama Daisuke?), född 10 juni 1982 i Mie prefektur, är en japansk före detta fotbollsspelare.
Yoneyama började sin karriär 2001 i Cerezo Osaka. 2003 blev han utlånad till Sagan Tosu. 2005 flyttade han till Rosso Kumamoto. Efter Rosso Kumamoto spelade han för Zweigen Kanazawa. Han avslutade karriären 2008.